# Ingrid Vang Nyman
Ingrid Vang Nyman, née le 21 août 1916 à Vejen et morte le 13 décembre 1959, est une illustratrice danoise principalement connue pour son travail sur la série de romans pour enfants Fifi Brindacier (en danois : Pippi Långstrump), dont elle a été la première illustratrice. Bien que ses illustrations pour la série aient obtenu une renommée mondiale, elle n'est pas devenue aussi célèbre que l'autrice Astrid Lindgren et est restée un peu dans l'ombre.

## Biographie
Ingrid Vang Lauridsen est née à Vejen, au Jutland du Sud (aujourd'hui Danemark du Sud, dans une famille d'intellectuels qui l'ont encouragée à apprendre et à étudier seule. Après deux ans d'études préparatoire à partir de 17 ans, elle a étudié à partir de 1935 à l'Académie royale des beaux-arts du Danemark à Copenhague. Elle ne s'y est pas plu et l'a vite quittée. À l'académie, elle a rencontré le futur peintre, dessinateur de cartoons et écrivain suédois Arne Nyman (sv), qu'elle a épousé en 1940 et avec lequel elle a eu un fils la même année, Peder (da). En 1942, ils se sont installés à Stockholm ; ils se sont séparés après quelques années. Vang Nyman a créé ses illustrations les plus significatives entre 1945 et 1952, notamment celles pour Fifi Brindacier, publié en 1945 par Rabén & Sjögren. Vang Nyman est revenue à Copenhague en 1954. Elle était physiquement et psychologiquement fragile et s'est suicidée en décembre 1959.

## Style
Vang Nyman était une illustratrice pour enfants, mais elle considérait que ce travail devait être de la même qualité artistique que celui destiné à des adultes. De nombreuses techniques d'impression lui étaient familières et ses illustrations présentent des aplats de couleurs vives séparés par des contours aux lignes franches. Certaines de ses illustrations ont des dégradés, mais aucune n'a d'ombres.

## Carrière
Bien qu'elle soit surtout connue pour ses illustrations de Fifi Brindacier, elle a commencé à illustrer des livres pour enfants l'année précédant sa collaboration avec Astrid Lindgren. Elle a illustré plusieurs livres de celle-ci et d'autres auteurs, notamment Pearl S. Buck.
Vang Nyman n'a pas beaucoup voyagé, mais elle était fascinée par les autres cultures, et particulièrement par les enfants de Chine, d'Afrique, d'Inde et d'ailleurs. Elle a créé une série de lithographies destinée, soit à un livre de géographie pour enfants, soit à accompagner des textes consacrés aux cultures représentées. En 1948, elles ont été publiées dans un recueil intitulé Enfants d'Orient et d'Occident. Ces lithographie montrent un grand souci du détail et une profonde connaissance des cultures représentées. Il est possible que sa fascination pour ces cultures ait aussi influencé son style pour d'autres illustrations, dans la mesure où l'absence de perspective de ses compositions et ses aplats de couleurs peuvent rappeler des bois gravés japonais.
Vang Nyman était consciente de sa valeur comme artiste et considérait que son travail était sous-évalué, ce qui la poussait à demander des prix élevés et parfois irréalistes. Cela causait parfois des problèmes avec ses éditeurs. Il semble cependant qu'il n'y ait pas eu de problème entre elle et Astrid Lindgren, qui a déclaré à son sujet : « Chaque auteur qui a eu la chance de rencontrer un illustrateur en empathie avec lui pour ses livres sera éternellement reconnaissant à cet artiste ».

## Livres illustrés
- Pippi Långstrump (Fifi Brindacier), d'Astrid Lindgren (Stocknholm: Rabén & Sjögren, 1945), OCLC 154163487
- Pippi Långstrump går ombord (Fifi princesse) (1946)
- Känner du Pippi Långstrump? (1947)
- Pippi Långstrump i Söderhavet (Fifi à Couricoura) (1948)
- Lionfish de Pearl Buck (1953)